# Miss Universo 1965
Miss Universo 1965, quattordicesima edizione di Miss Universo, si è tenuta a Miami, negli Stati Uniti d'America il 24 luglio 1965. L'evento è stato presentato da Jack Linkletter. Apasra Hongsakula, Miss Thailandia, è stata incoronata Miss Universo 1965.

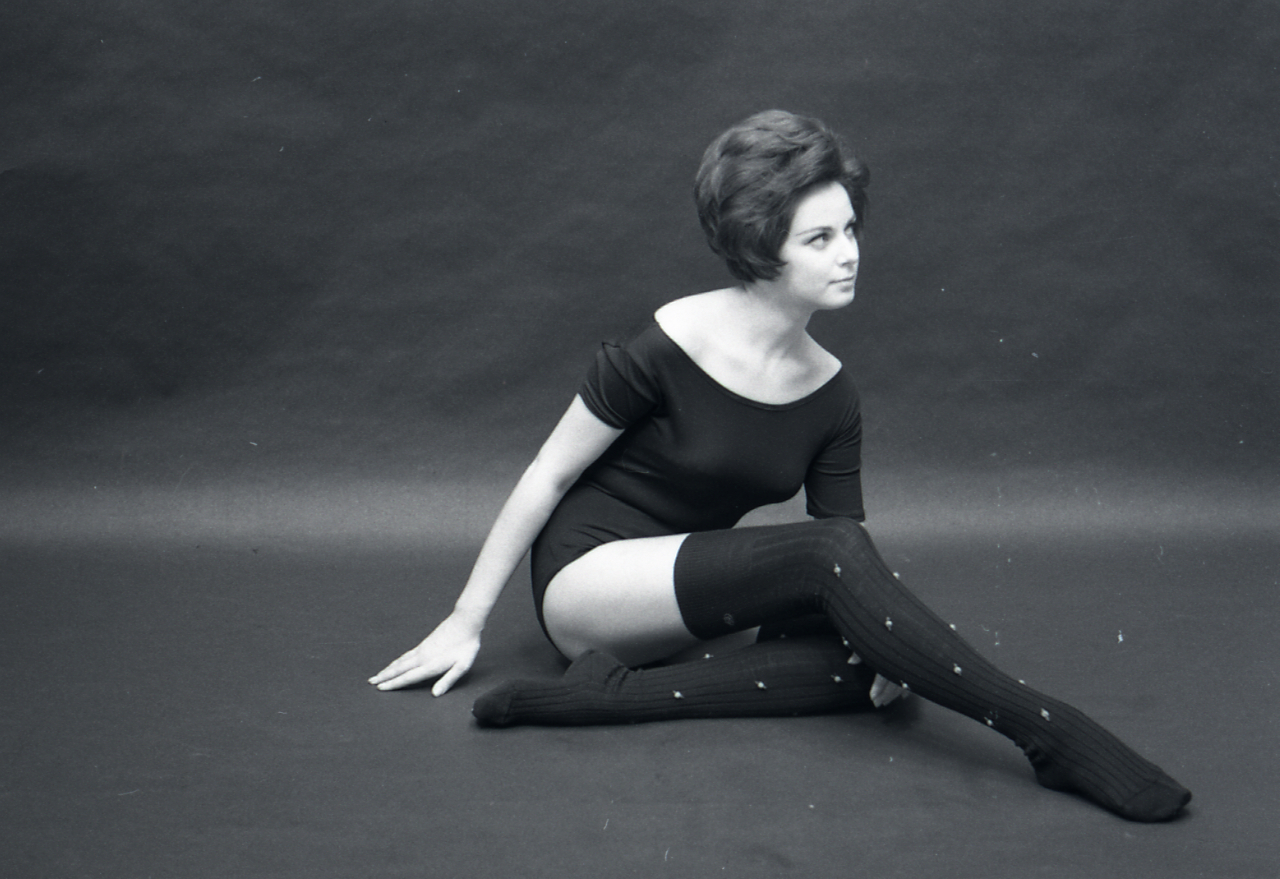
Erika Jorger (rappresentante italiana per Miss Universo 1965) fotografata da Paolo Monti nel 1964

## Risultati

### Piazzamenti
| Risultato finale   | Concorrente |
| ------------------ | --- |
| Miss Universo 1965 | - Thailandia - Apasra Hongsakula |
| 2ª classificata    | - Finlandia - Virpi Miettinen |
| 3ª classificata    | - Stati Uniti - Sue Ann Downey |
| 4ª classificata    | - Svezia - Ingrid Norman |
| 5ª classificata    | - Paesi Bassi - Anja Schuit |
| Top 15             | - Australia - Pauline Verey - Brasile - Maria Raquel Helena De Andrade - Canada - Carol Ann Tidey - Colombia - Maria Victoria Ocampo Gomez - Danimarca - Jeannette Christjansen - Filippine - Louise Vail Aurelio - Grecia - Aspa Theologitou - Israele - Aliza Sedeh - Perù - Freida Holler Figalo - Sudafrica - Veronika Edelgarda Hilda Prigge |

### Riconoscimenti speciali
| Riconoscimento        | Concorrente                    |
| --------------------- | ------------------------------ |
| Best National Costume | - Stati Uniti - Sue Ann Downey |
| Miss Congeniality     | - Germania - Ingrid Bethake    |
| Miss Photogenic       | - Austria - Karin Schmidt      |

## Concorrenti
- Aruba -  Dorinda Croes
- Australia -  Pauline Verey
- Austria -  Karin Ingberg Schmidt
- Bahamas -  Janet Thompson
- Belgio -  Lucy Emilie Nossent
- Bermuda -  Sylvia Simons
- Bolivia -  Patricia Estensoro Terazas
- Brasile -  Maria Raquel Helena De Andrade
- Canada -  Carol Ann Tidey
- Ceylon -  Shirlene Minerva De Silva
- Colombia -  Maria Victoria Ocampo Gomez
- Corea del Sud -  Kim Eun-Ji
- Costa Rica -  Mercedes Pinagal
- Cuba -  Alina De Varona
- Curaçao -  Ninfa Elveria Palm
- Danimarca -  Jeannette Christjansen
- Ecuador -  Patricia Susana Ballesteros
- Filippine -  Louise Vail Aurelio
- Finlandia -  Virpi Liisa Miettinen
- Francia -  Marie-Therese Tullio
- Galles -  Joan Boull
- Germania -  Ingrid Bethke
- Giamaica -  Virginia Hope Redpath
- Giappone -  Mari Katayama
- Grecia -  Aspa Theologitou
- Guyana britannica -  Cheryl Viola Cheeng
- Hong Kong -  Joy Drake
- India -  Persis Khambatta
- Inghilterra -  Jennifer Warren Gurley
- Irlanda -  Anne Elizabeth Neill
- Islanda -  Bara Magnusdottir
- Israele -  Aliza Sadeh
- Italia -  Erika Jorger
- Lussemburgo -  Marie-Anne Geisen
- Malaysia -  Patricia Augustus
- Messico -  Juana Jeanine Acosta Cohen
- Norvegia -  Britt Aaberg
- Nuova Zelanda -  Gay Lorraine Phelps
- Okinawa -  Leiko Arakaki
- Paesi Bassi -  Anja Christina Maria Schuit
- Panama -  Sonia Ines Rios
- Paraguay -  Stella Castell Vallet
- Perù -  Freida Holler Figalo
- Porto Rico -  Gloria Cobain Diaz
- Portogallo -  Maria Do Como Paraiso Sancho
- Rep. Dominicana -  Clara Herrera
- Scozia -  Mary Young
- Spagna -  Alicia Borrás
- Stati Uniti -  Sue Ann Downey
- Sudafrica -  Veronika Edelgarda Hilda Prigge
- Svezia -  Ingrid Norman
- Svizzera -  Yvette Revelly
- Thailandia -  Apassara Hongsakula
- Tunisia -  Dolly Allouche
- Turchia -  Nebahat Cehre
- Uruguay -  Sonia Raquel Gorbaran Barsante
- Venezuela -  Maria Auxiliadora De Las Casas McGill